# Ermita de Sant Roc de Canet
L'Ermita de Sant Roc de Canet, situada en Camí dels Molins, prop del Camí Vell de Canet, a Castelló de la Plana, a la comarca de la Plana Alta, és un conjunt catalogat, de manera genèrica, com Bé de Rellevància Local, segons la Disposició Addicional Cinquena de la Llei 5/2007, de 9 de febrer, de la Generalitat, de modificació de la Llei 4/1998, d'11 de juny, del Patrimoni Cultural Valencià (DOCV Núm. 5.449 / 13/02/2007), amb codi: 12.05.040-027.

## Història
Durant el segle xvii i més concretament en els anys 1647 i 1648 Castelló de la Plana va patir sengles epidèmies de pesta, això va portar als habitants de la zona erigir una ermita en senyal d'agraïment per la protecció rebuda durant aquestes, i així s'inicien l'any 1652 les obres per a la construcció d'un temple dedicat a Sant Roc. Una altra ermita, més a prop al nucli poblacional es va erigir també per aquestes dates, la coneguda com l'ermita de Sant Roc del Pla, situada en el que en l'actualitat és la plaça de Teodoro Izquierdo. Es va situar en aquesta zona, ja que es va utilitzar per a la seva construcció la ubicació de la coneguda com a “Casa Blanca”, un hospital d'empestats i cementiri, localitzats al costat de l'actual Estadio Castàlia. Aquesta última ermita va desaparèixer en 1847 a conseqüència del seu lamentable estat després dels combats soferts a la zona durant les Guerres Carlines, malgrat que havia estat totalment restaurada en 1713.

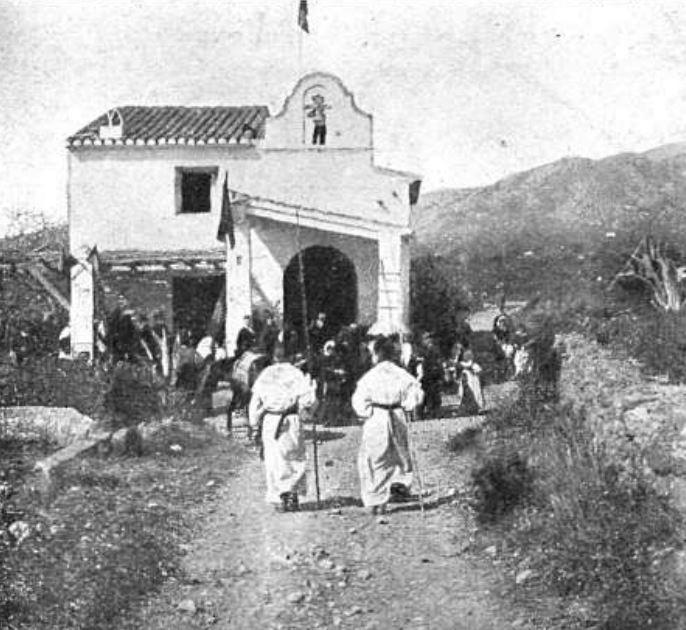
Any 1911

Les obres d'art del seu interior, consistents fonamentalment en un retaule de fusta en l'altar major, obra de Lázaro Catani, datada del 1681 i encarregada pels Jurats castellonencs, i en la qual destaca una pintura central atribuïda a Ribalta (encara que els últims estudis la relacionen amb el pintor Urbà Fos), van ser portades a altres ubicacions, com el mateix Ajuntament.
Per la seva banda, l'ermita de Sant Roc de Canet, cridada així per estar situada en la partida del mateix nom, utilitzant part de les instal·lacions d'una alquería d'aquella època, raó per la qual el seu aspecte és més semblant a una casa de labranza que a una ermita.
Es va iniciar la construcció, de l'ermita de Sant Roc del Pla, a principis de la dècada dels anys 50 del segle xvii, però una nova epidèmia de pesta va paralitzar les obres de manera que no es va concloure fins a 1658. Les obres estaven sota la direcció de Pedro Vilallave.
Mentrestant, l'ermita de Sant Roc de Canet no s'inicia fins a 1652, i com hem assenyalat, més que una construcció de nova planta, es procedeix a habilitar una alquería existent a la zona.

## Descripció
L'únic signe extern que pot distingir aquesta ermita d'una típica casa de llauradors és la presència d'una espadanya de maó sobre el ràfec, malgrat no tenir campana en el seu buit.
Es tracta d'un edifici de planta rectangular i dues plantes, que té una capella en el seu lateral dret, a la qual s'accedeix per una porta de fusta en forma d'arc de mig punt que es troba precedida per un porxo amb coberta d'una sola aigua i rematada amb teules, i un pedrís corregut. La casa de l'ermità o hostageria té accés independent i pot observar-se una finestra amb balcó. En un lateral de l'edifici s'obre una porta d'accés a l'altura de la segona planta, a la qual s'arriba per una escala metàl·lica adossada al mur, sobre la qual destaca un rellotge de sol de taulells ceràmics.
Interiorment posseeix nau única d'un sol tram i coberta plana. Com a tresors de l'ermita podem destacar un calze barroc, que es presumeix és de l'època de la fundació del temple, així com un retaule-relicario del segle xvii, que es troben dipositats en el Museu de la Concatedral de Castelló de la Plana.

## Festa
L'edifici és molt poc utilitzat, però adquireix protagonisme durant les festes de la Magdalena, ja que és parada intermèdia en el conegut Romiatge de les Canyes, tant en el dia d'anada com en la coneguda com “Tornà”. Les festes tenen lloc el tercer diumenge de Quaresma, i durant la festa es procedeix a l'esmorzar dels romeus camí de l'ermita de la Magdalena.
També l'ermita celebra les seves pròpies festes l'últim diumenge de setembre, organitzant les festes la “Colla Pixaví”, responsable del manteniment de l'ermita, amb jocs tradicionals, concerts, cant de Gojos i Missa entre els diferents actes que es porten a terme.